# Текун Уман
Текун Уман (исп. Tecún Umán); около 1485 — 20 февраля 1524) — вождь индейского племени киче, организатор сопротивления испанским конкистадорам в первой четверти XVI века. Национальный герой Гватемалы.

## Биография
Представитель династии Кикабы, коренной народность Америки — киче, жившей в горах Гватемалы, этнической группы майя. О его правления имеется мало сведений.
Знания и военный опыт получил в войне с майя-какчикели и воинами государства Кускатлан. Шеститысячная армия Текун Умана в течение нескольких лет мужественно отражала нашествие испанских завоевателей во главе с Педро де Альварадо, вторгшихся в пределы Центральной Америки в 1523 году, и нанесла им ряд поражений.
В 1523 году участвовал в сражениях против испанцев при реке Самал и городе Сапотитлан, где индейцы потерпели поражение.

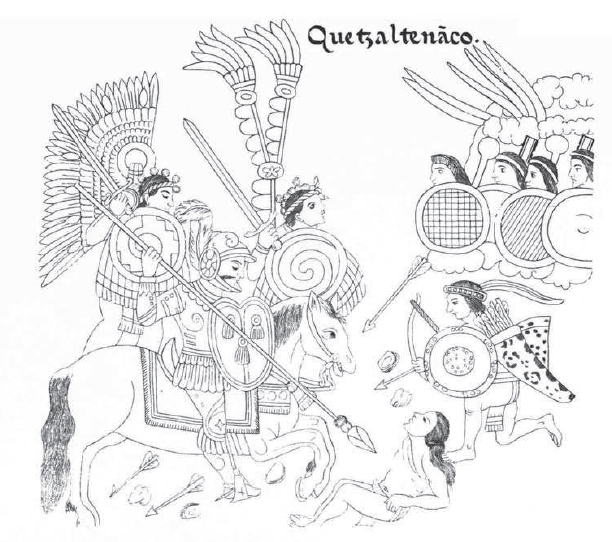
Рисунок из летописи Лиенцо де Тласкала, изображающий завоевание Кесальтенанго

По одной версии, был схвачен и казнён испанскими колонизаторами, по другой, согласно летописи майя-какчикели, был убит испанским конкистадором Педро де Альварадо, в битве против испанцев и их союзников близ Кесальтенанго 12 февраля 1524 года.
Гибель Текун Умана овеяна многочисленными легендами у майя.

## Память
- 22 марта 1960 года Текун Уман был официально объявлен национальным героем Гватемалы, день его памяти отмечается 20 февраля, в годовщину его смерти.
- Именем Текун Умана назван город Текун-Уман на границе с Мексикой.
- В городе Текун-Уман ему установлен памятник работы скульптора Гюнтера Йела.
- Его имя названо многих отелей, ресторанов и испанских школ в Гватемале.
- Именем Текун Умана названа межведомственная рабочая группа в составе полицейских, солдат и пограничников.